# Syntomostola xanthosoma
Syntomostola xanthosoma är en fjärilsart som beskrevs av Paul Dognin 1912. Syntomostola xanthosoma ingår i släktet Syntomostola och familjen björnspinnare. Inga underarter finns listade i Catalogue of Life.